# Harcanville
Harcanville – miejscowość i gmina we Francji, w regionie Normandia, w departamencie Sekwana Nadmorska.

## Demografia
Według danych na rok 1990 gminę zamieszkiwały 384 osoby, a gęstość zaludnienia wynosiła 51 osób/km² (wśród 1421 gmin Górnej Normandii Harcanville plasuje się na 540. miejscu pod względem liczby ludności, natomiast pod względem powierzchni na miejscu 496.).